# Svanetjärnen
Svanetjärnen är en sjö i Örnsköldsviks kommun i Ångermanland och ingår i Moälvens huvudavrinningsområde. Sjöns area är 0,032 kvadratkilometer och den befinner sig 501 meter över havet.